# Риве д'Аркано
Рѝве д'Арка̀но (на италиански: Rive d'Arcano; на фриулски: Arcoa, Ривес Дарчан) е село и община в Северна Италия, провинция Удине, автономен регион Фриули-Венеция Джулия. Разположено е на 175 m надморска височина. Населението на общината е 2346 души (1 януари 2023).